# Menemerus brevibulbis
Menemerus brevibulbis là một loài nhện trong họ Salticidae.
Loài này thuộc chi Menemerus. Menemerus brevibulbis được Tord Tamerlan Teodor Thorell miêu tả năm 1887.